# Athena (videogioco)
Athena (アテナ?), chiamato anche Athena's Wonder Land sul materiale cartaceo giapponese, è un videogioco arcade a piattaforme del 1986 pubblicato da SNK. L'anno successivo uscirono conversioni per la console Nintendo Entertainment System e, prodotte dalla Imagine Software, per gli home computer Commodore 64 e ZX Spectrum. La protagonista Athena, nome ispirato alla dea greca Atena, è una guerriera in abiti succinti e in stile cartone animato, che lotta contro creature fantastiche, a volte vagamente ispirate alla mitologia.
Fu seguito da Psycho Soldier nel 1987, dove la protagonista diviene Athena Asamiya, una discendente di Athena.

## Trama
Nel volantino originale dell'arcade e nel manuale giapponese per NES, Athena è presentata come una principessa in un mondo fantastico, in lotta contro i servi dell'imperatore Dante. Nel manuale statunitense per NES è presentata come Dea della Saggezza, e nel manuale europeo per computer come una principessa orientale che deve fuggire dal mondo di un Signore Oscuro.

## Modalità di gioco
Il giocatore controlla Athena attraverso scenari bidimensionali a scorrimento orizzontale, a volte anche con spostamenti dello schermo in verticale. Si può camminare sulle piattaforme, salire su eventuali scale o liane, saltare ad altezza variabile, chinarsi, e attaccare in un solo modo. La protagonista inizia vestita con un bikini e armata soltanto dei calci che può sferrare.
Andando avanti si possono raccogliere numerose armi e armature che vengono visibilmente indossate dal personaggio, aumentando due indicatori della forza in attacco e in difesa. Ogni arma sostituisce la precedente; è possibile trovare diverse armi da mischia, o talvolta anche a distanza, da un randello fino a un'enorme spada infuocata.  
Esistono anche altri potenziamenti di vario genere. In alcune situazioni in particolare è possibile ottenere ali da angelo per volare, o la capacità di trasformarsi in sirena per nuotare sott'acqua.
Ci sono sette livelli (sei nelle versioni per computer) con diverse ambientazioni: foresta, caverna, mare, cielo, ecc. L'obiettivo di ciascun livello è raggiungere l'uscita all'estremità destra dello scenario, dopo aver sconfitto un boss, ma di solito c'è anche un'uscita alternativa tramite una stanza segreta.
Si incontrano diversi tipi di creature non umane da combattere. Athena ha una barra dell'energia vitale che diminuisce subendo i loro attacchi.
I livelli sono costituiti anche da blocchi di roccia quadrati che si possono frantumare con i normali attacchi, alla ricerca di passaggi segreti e oggetti.

## Accoglienza
La rivista Videogiochi News 44 dedicò un articolo alla versione da sala giochi di Athena, trovandolo abbastanza originale e ben articolato nella sua complessità.
Le conversioni per home computer ricevettero valutazioni variabili dalla stampa europea. Quella per ZX Spectrum andò mediamente abbastanza bene, arrivando anche a un giudizio di 9/10 dato da Your Sinclair 22. Athena per Commodore 64 fu accolta mediamente con meno successo, ricevendo anche giudizi decisamente negativi da Commodore User 51 e Power Play 1.
ACE 1 e Computer and Video Games 75, sebbene con giudizi sopra la sufficienza, considerarono il gioco guastato dall'eccessiva difficoltà.